# Jayarāśi Bhaṭṭa
Jayarāśi Bhaṭṭa fue un filósofo indio de los siglos VIII y IX y autor del Tattvopaplavasimha (El León que devora todas las categorías). El texto pertenece a la escuela Ajñana (agnósticos), siendo el único texto auténtico de la misma. El manuscrito de esta obra se descubrió en 1926 y fue publicado en 1940 (eds. Sanghavi and Parikh).
El Tattvopaplavasimha examina la epistemología, al considerar los pramana (fuentes de la sabiduría) aceptado en cuanto al establecimiento de conclusiones (percepción, deducción y testimonio) y prueba que ninguno de ellos son suficientes para establecer la sabiduría. La deducción es el razonamiento inductivo que no puede ser visto como una premisa universal. El testimonio requiere la fiabilidad de la fuente o testigo, que según los pramana debe ser validado por otra persona. Incluso la percepción directa no puede establecer la verdad porque requiere que la percepción no sea errónea o ilusoria, algo que no puede establecerse. Así, Jayarasi argumenta que ninguna de las fuentes de la sabiduría es válida y ninguna puede ser dada por cierta.
Jayarasi desafió al establecimiento astika de las creencias en lo sobrenatural atacando su epistemología. Partiendo de que ninguna de las fuentes de sabiduría es válida, ¿cómo puede alguien saber sobre estos seres? Apoya por tanto el ateísmo y cree que la obtención de la felicidad es el objetivo humano más razonable.
Jayarasi representa el escepticismo extremo, según el cual ninguna escuela filosófica puede afirmar su visión de la realidad como sabiduría, ni siquiera la misma escuela materialista Chārvāka; en cualquier caso, al representar esta escuela el sentido común, puede utilizarse como guía.